# Гризбил, Анатолий Иосифович
 Анатолий Иосифович Гризбил (13 февраля 1928, город Коканд, Узбекская ССР - 20 мая 2015, город Саратов, Россия) —  советский и российский композитор, дирижер, аранжировщик, оркестровед, инструментовщик, кларнетист. Лауреат международного конкурса композиторов (Рагуза, Италия, II место). Являлся главным дирижером Саратовской филармонии, Алтайской филармонии, а также главным дирижером Саратовского театра оперетты.

## Биография
Родился в Узбекистане, отец по национальности — чех, мать — армянка. С детства учился игре на кларнете, любовь к этому музыкальному инструменту помогла ему пережить тяжёлые годы войны. Окончил Московскую и Ленинградскую консерватории по классу дирижирования. За всю жизнь побывал во многих местах Советского Союза, руководил различными оркестровыми коллективами, писал музыку. Но настоящее своё призвание нашёл в Саратове, где много лет дирижировал оркестром Саратовской филармонии. Под его началом, выступая с оркестром, начали творческий путь многие известные российские музыканты. В 1967—1968 гг. возглавлял симфонический оркестр Алтайской краевой филармонии. В 1996 году Анатолий Иосифович возглавил оркестр Саратовского театра оперетты. Является дирижёром-постановщиком большинства спектаклей этого театра, которые пользуются большой популярностью у публики. Помимо дирижёрской деятельности сочинял музыку, а также занимался оркестровкой (инструментовкой), аранжировкой музыкальных произведений.

### Семья
Воспитал двух сыновей.
Родной брат - Георгий Гризбил (1929) - также композитор и дирижер.

## Творчество

### Муз. произведения
Анатолий Иосифович является создателем, а также оркестровщиком и аранжировщиком следующих музыкальных произведений:
- Аве Мария — симфоническая сюита
- Гармонь — песня
- Грустный сон — песня
- Джаз-марш — инструментальная пьеса
- Концертный вальс — инструментальная пьеса
- липки — инструментальная пьеса
- Любовь моя — Россия — песня
- Ноктюрн — инструментальная пьеса
- Ноктюрн трубы — инструментальная пьеса
- Полька — сюита симфоническая
- Праздничная прелюдия — прелюдия
- Романс — инструментальная пьеса
- Саратову — 400 — инструментальная пьеса
- Скерцо — инструментальная пьеса
- Сюита 3 — эстрадная сюита
- Томление — песня
- Торжественная увертюра — увертюра к эстрадной или цирковой программе, кинофильму, драматическому спектаклю
- Тропинка — песня
- Юный трубач — песня

и др.

### Постановка спектаклей
За годы работы в Саратовском театре оперетты были поставлены след. спектакли:
- Марица
- Продавец птиц
- Ханума
- Цыганский барон
- Бабий бунт
- Василий Тёркин
- Фраскита
- Летучая мышь
- Бременские музыканты
- Здравствуйте, я ваша тётя!
- Дамских дел мастер